# Myrrhis magellensis
Myrrhis magellensis är en flockblommig växtart som beskrevs av Antonio Bertoloni. Myrrhis magellensis ingår i släktet spanskkörvlar, och familjen flockblommiga växter. Inga underarter finns listade i Catalogue of Life.